# Békuy (Békuy)
Pour les articles homonymes, voir Békuy.
Cet article concerne le village chef-lieu. Pour le département et la commune rurale, voir Békuy (département).
Békuy est un village du département et la commune rurale de Békuy, dont il est le chef-lieu, situé dans la province du Tuy (ou Tui) et la région des Hauts-Bassins au Burkina Faso.
Le village accueille l’un des cinq sites de métallurgie ancienne du fer du Burkina Faso classés en 2019 au Patrimoine mondial de l’Unesco.

## Géographie

### Situation et environnement
Békuy se trouve à environ 70 km au nord-est de Bobo-Dioulasso. La commune de Békuy est constituée par quatre villages dont Békuy, Sara, Lamba et Bassé. 

### Démographie
En 2006, le village comptait 4 733 habitants recensés.

## Économie
L'économie se repose essentiellement sur les produits émanant des productions agricoles notamment le coton, les céréales (maïs, niébé, le soja, le riz...) et de l'élevage des bovins, des ovins et de la volaille. Cette commune est entourée de deux forêts dont le Maro et la Tuy qui procurent des produits forestiers non ligneux aux populations riveraines. Ce qui constitue une source non négligeables dans l'économie.
En somme, l'agriculture, la foresterie, l'élevage associés au commerce sont le palier de l'économie de la commune de Békuy.

## Transports
Le village est traversé par la route nationale 10 qui relie la capitale régionale Bobo-Dioulasso au sud-ouest jusqu'à Ouahigouya via Dédougou et Tougan au nord-est.

## Santé et éducation
Békuy accueille un centre de santé et de promotion sociale (CSPS).

## Culture et patrimoine
Le village possède des hauts fourneaux de réduction du minerai de fer qui se sont développés au cours du IIe millénaire de notre ère et classés le 5 juillet 2019 au Patrimoine mondial de l’Unesco avec quatre autres sites (à Kaya dans le secteur de Tiwêga, à Kindibo et à Yamana, ainsi qu'à Douroula qui dispose des plus anciens vestiges remontant du VIIe siècle avant notre ère) dans un ensemble de métallurgie ancienne au Burkina Faso,,.